# زندگی پنهان حیوانات خانگی ۲
زندگی پنهان حیوانات خانگی ۲ (انگلیسی: The Secret Life of Pets 2) یک پویانمایی سه‌بعدی در سبک کمدی به کارگردانی کریس رناد و نویسندگی برایان لینچ است که در ۷ ژوئن ۲۰۱۹ از سوی  یونیورسال و  ایلومینیشن منتشر شد. این فیلم دنباله‌ای بر زندگی پنهان حیوانات خانگی (محصول سال ۲۰۱۶) می‌باشد.
در این انیمیشن، صداپیشگان مشهوری مانند پتن اسوالت، اریک استون استریت، جنی سلیت، کوین هارت، تیفانی هدیش، لیک بل، نیک کرول، دانا کاروی، الی کمپر، کریس رنو، هانیبال بورس، بابی موینیهان و هریسون فورد حضور دارند.
منتقدان از کیفیت انیمیشن و شوخ‌طبعی آن تمجید کردند، اما به داستان فیلم انتقادهایی وارد شد.
این فیلم با بودجه‌ای حدود ۸۰ میلیون دلار تولید شد و در سراسر جهان ۴۳۱ میلیون دلار فروش داشت. اگرچه فروش آن نسبت به قسمت اول کمتر بود، اما همچنان سودآور بود. 
ساخت قسمت سوم این مجموعه نیز در حال انجام است.

## خلاصه داستان
پس از ماجراهای قسمت اول صاحب «مکس»، «کیتی» با «چاک» ازدواج می‌کند و اکنون صاحب فرزندی به نام «لیام» می‌شوند. در سفری که خانواده به خارج از شهر دارند مکس در مزرعه‌ای با یک سگ به نام «روستر» ملاقات می‌کند و سعی می‌کنند با کمک یکدیگر بر ترس‌های خود غلبه کنند. اما در سوی دیگر «گیجت» به دنبال راهی است تا وارد ساختمانی شود که اسباب بازی محبوب مکس در آن قرار دارد و «اسنوبال» به دنبال آزادکردن یک ببر سفید «هو» از سیرک است اما …

## تولید
کمپانی  یونیورسال و استودیو  ایلومینیشن در سال ۲۰۱۶ ساخت دنباله‌ای بر فیلم اصلی زندگی پنهان حیوانات خانگی را اعلام کردند. در این پروژه، کریس رنو بار دیگر به‌عنوان کارگردان و برایان لینچ به‌عنوان نویسنده بازگشتند.  همچنین کریس ملداندری و جنت هیلی تهیه‌کنندگی فیلم را بر عهده گرفتند. 
متیو اینمن، نویسنده‌ی وب‌سایت طنز The Oatmeal، نیز به‌عنوان مشاور خلاق در این پروژه حضور داشت. 
در ابتدا قرار بود لویی سی.کی. دوباره نقش صدای مکس را ایفا کند، اما پس از آنکه در نوامبر ۲۰۱۷ به آزار جنسی چند زن متهم شد و خودش نیز آن را پذیرفت، از تیم تولید کنار گذاشته شد.  سپس در آوریل سال بعد، پتن اسوالت جایگزین او شد و صدای مکس را برعهده گرفت.
بازیگران اصلی مانند جنی سلیت، کوین هارت، اریک استون استریت، الی کمپر، لیک بل، دانا کاروی، تارا استرانگ، هانیبال بورس و بابی موینیهان نیز برای این قسمت بازگشتند. در کنار آن‌ها، بازیگران جدیدی مثل تیفانی هدیش، نیک کرول، هریسون فورد و پیت هولمز به تیم صداپیشگان اضافه شدند. 